# シドニー・ゴブ
シドニー・ロドリグ・ヌクポ・ゴヴ（Sidney Rodrigue Noukpo Govou, フランス語発音: [sidnɛ ɡɔvu], 1979年7月27日 - ）は、フランス・ル・ピュイ＝アン＝ヴレ出身の元同国代表サッカー選手。現役時代のポジションはFW。

## 経歴
UEFA U-21欧州選手権2002では準優勝している。所属クラブでは右WGを担当。敵のDFを置き去りにする抜群のスピードを発揮し、オリンピック・リヨンのリーグ・アン7連覇に多大に貢献。
代表には48試合に出場し、10ゴール。FIFAコンフェデレーションズカップ2003の対日本戦では、決勝点を挙げている。
2006年のドイツW杯では骨折で代表を外れたジブリル・シセに代わって招集された。準備が間に合わず私服のまま急遽のドイツ入りとなった。代表招集は2005年9月以来であった。ジネディーヌ・ジダン引退後は背番号10を引き継ぎ、2008年にはドイツW杯決勝のリベンジマッチとなったEURO2008予選の対イタリア戦で2ゴールを挙げ、勝利の立役者となった。
2009年1月14日の練習中にアキレス腱を断裂し、残りのシーズンを棒に振った。
2010年7月2日、契約満了に伴い11年間在籍したリヨンを去りパナシナイコスFCへ移籍した。しかし同クラブでは度重なる規律違反が目立ち、2011年7月2日に退団した。自身はプレミアリーグ挑戦も考えていたが、3日後の7月5日に母国のエヴィアン・トノン・ガイヤールFCへと移籍した。
2015年6月1日、PDLのFCマイアミ・シティ・チャンピオンズに加入した。
2016年よりディヴィジオン・ドヌール（フランス6部）のFCリモネ・サン＝ディディエへ加入し母国へ復帰した。

## 人物
- 既婚者であり、ガールフレンドとの間に1人の娘がいる。
- 過去には飲酒運転で逮捕されるなどアルコール絡みのトラブルが多く、歯に衣着せぬ発言で物議を醸すことも多かったが、陽気な性格も相まって、若いチームメイトから慕われる存在であった。

## 代表歴

### 出場大会
- フランス代表
  - 2006 FIFAワールドカップ
  - 2010 FIFAワールドカップ

### 試合数
- 国際Aマッチ 49試合 10得点（2002年-2010年）[6]

| フランス代表 | 国際Aマッチ | 国際Aマッチ |
| 年           | 出場        | 得点        |
| ------------ | ----------- | ----------- |
| 2002         | 3           | 1           |
| 2003         | 6           | 1           |
| 2004         | 5           | 1           |
| 2005         | 5           | 0           |
| 2006         | 6           | 2           |
| 2007         | 5           | 2           |
| 2008         | 7           | 3           |
| 2009         | 5           | 0           |
| 2010         | 7           | 0           |
| 通算         | 49          | 10          |

## タイトル
オリンピック・リヨン
- リーグ・アン：7回（2001-02、2002-03、2003-04、2004-05、2005-06、2006-07、2007-08）
- クープ・ドゥ・ラ・リーグ：1回（2000-01）
- トロフェ・デ・シャンピオン：6回（2002、2003、2004、2005、2006、2007）
- クープ・ドゥ・フランス：1回（2007-08）

フランス代表
- FIFAコンフェデレーションズカップ：1回（2003）

個人
- リーグ・アン年間最優秀若手選手賞：1回（2000-01）